# 諾安克 (康乃狄克州)
諾安克（英語：Noank）是位於美國康乃狄克州新倫敦縣的一個人口普查指定地區。

## 地理
諾安克的座標為41°19′30″N 71°59′30″W / 41.32500°N 71.99167°W，而該地最高點為海拔高度9米（即30英尺）。

## 人口
根據2010年美國人口普查的數據，諾安克的面積為5.70平方千米，當中陸地面積為4.00平方千米，而水域面積為1.70平方千米。當地共有人口1796人，而人口密度為每平方千米315人。